# Woman (canción de John Lennon)
«Woman» (Mujer) es una canción compuesta e interpretada por el músico británico John Lennon dedicada a su esposa Yoko Ono, lanzado al mercado como sencillo el 16 de enero de 1981 para el álbum Double Fantasy, luego de cinco años de retiro y pocos días antes de que Lennon fuera asesinado, siendo también el primer sencillo publicado tras su muerte, el 8 de diciembre de 1980. La letra transmite un conjunto de emociones mezcladas: de amor y agradecimiento a Yoko, por haberle mostrado "el significado del éxito", de perdón por haberle causado pena y dolor, y de vulnerabilidad viéndose como un "niño pequeño dentro del hombre", pidiéndole recordar que "mi vida está en tus manos". La cara B del sencillo es el tema "Beautiful Boy (Darling Boy)", una amorosa canción de cuna dedicada a su hijo Sean.
En el Reino Unido el sencillo alcanzó el primer puesto, reemplazando «Imagine», otro simple de Lennon, algo que no sucedía desde 1963, cuando Los Beatles lograron lo mismo con «She Loves You» y «I Want To Hold Your Hand».

## Características
La letra de la canción inicia cada verso con la palabra «woman» (mujer), pero dicha palabra no es utilizada en el estribillo, concentrado en un largo suspiro diciendo «I love you» (te amo) y un tarareo. En la introducción, John susurra: «For the other half of the sky» («para la otra mitad del cielo»), proverbio chino que había servido de título para la película estadounidense «The other half of the sky» (1975), de Shirley MacLaine, sobre la situación de la mujer en China.
En una entrevista para la revista musical Rolling Stone concedida el 5 de diciembre de 1980, Lennon se explayó ampliamente sobre el sentido profundo del álbum Double Fantasy y la importancia de Yoko en su vida. Allí cuenta que la idea de la canción le había surgido en Bermudas: 

«Woman» surgió porque, una tarde soleada en Bermuda, me golpeó de pronto. Vi lo que las mujeres hacen por nosotros. No solo lo que mi Yoko hace por mí, aun cuando yo lo pensaba en ese sentido personal... Toda verdad es universal.... En Bermuda, lo que de pronto cayó sobre mí era lo que siempre había tomado como algo garantizado. Las mujeres realmente son la otra mitad del cielo, como susurro al comienzo de la canción. Y eso simplemente me golpeó como una inundación y salió así. La canción me recuerda una pista de Los Beatles, pero yo no estaba tratando de que sonara así. La hice como hice «Girl», muchos años atrás. Así que esta es la versión madura de «Girl».
John Lennon

En el mismo reportaje, Lennon hace otros comentarios que se relacionan con el tema:

Yo vengo a la escuela machista de aparentar. Nunca fui realmente un chico de la calle o un muchacho duro. Solía vestirme como un Teddy boy y me identificaba con Marlon Brando y Elvis Presley, pero nunca estuve realmente en peleas callejeras o pandillas agresivas. Yo fui solo un chico suburbano, imitando a los rockeros. Pero una gran parte de nuestras vidas era lucir recios. Pasé toda mi niñez con las solapas arriba de mi cabeza y sin usar anteojos, porque los anteojos eran afeminados, y caminando con un miedo tremendo, pero con la carita más recia que nunca hayas visto. Me metía en problemas sólo por la forma en que me veía. Quería ser este duro James Dean todo el tiempo. Me costó mucha lucha para de hacer eso. Sigo haciéndolo cuando estoy inseguro por algo. Aún sigo cayendo en esa postura de chico de la calle, pero debo recordar que nunca lo fui.

Periodista: Carl Jung una vez sugirió que la gente está hecha con un lado pensante, un lado sensible, un lado intuitivo y un lado sensual. La mayoría de la gente nunca desarrolla realmente sus lados más débiles y se concentran en los más fuertes, pero tú pareces hacer lo primero.

Pienso que de eso se trata el feminismo. Eso es lo que me enseño Yoko. No podría haberlo hecho solo. Tenía que ser una mujer la que me enseñara. Así es. Yoko me ha estado diciéndome todo el tiempo, "está todo bien, está todo bien". Miro las fotografías de mi vida juvenil y estaba tironeado entre ser Marlon Brando y ser un poeta sensible, mi parte Oscar Wilde con el terciopelo, mi parte femenina. Siempre estuve tironeado por las dos partes, generalmente eligiendo el lado machista, porque si mostrabas el otro lado, estabas muerto.
John Lennon

## Versiones
Ozzy Osbourne grabó una versión de «Woman» para el álbum recopilatorio de 2005 Under Cover.